# Albina (Timiș)

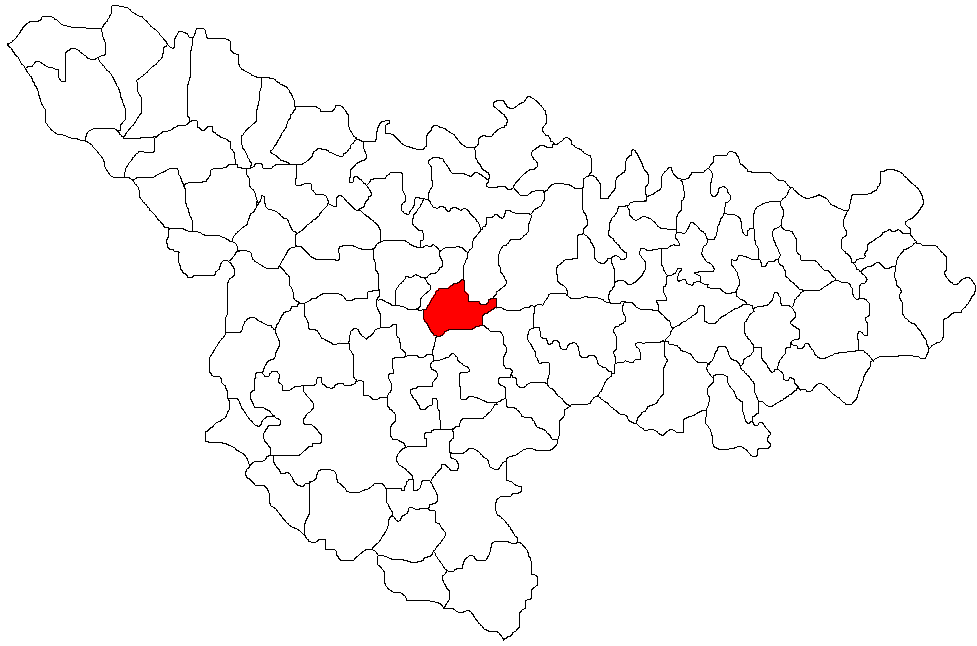
Lage der Gemeinde Moșnița Nouă im Kreis Timiș

Albina (veraltet Colonia Brod; ungarisch Bródpuszta) ist ein Dorf im Kreis Timiș im Banat in Rumänien. Das Dorf Albina gehört zur Gemeinde Moșnița Nouă.

## Geografische Lage
Albina liegt an der Kreisstraße DJ592 Timișoara–Buziaș, in neun Kilometer Entfernung von Timișoara und drei Kilometer von der Temesch.

## Nachbarorte
| Moșnița Veche | Bucovăț                                     | Bazoșu Nou |
| Moșnița Nouă  | Kompassrose, die auf Nachbargemeinden zeigt | Bazoș      |
| Urseni        | Uliuc                                       | Dragșina   |

## Geschichte
Albina wurde 1925 durch die Ansiedlung von 70 Familien aus der Gemeinde Sebeșu de Jos und 7 Familien aus der Gemeinde Sadu, beide im Kreis Sibiu, gegründet. Jeder Kolonist erhielt 8 Hektar Feld und 2877 Quadratmeter Grund für Haus und Hof. Bei der Existenzgründung wurden die Familien von der „Albina-Bank“ aus Sibiu finanziell unterstützt, nach der das Dorf später auch benannt wurde. Eine Zeitlang hieß der Ort Colonia Bucovăț-Brod.
Bis 1950 gehörte Albina zu der Gemeinde Bucovăț, danach wurde es Teil der Gemeinde Moșnița Nouă.

## Strandbad Albina
Albina ist ein beliebtes Ausflugsziel. Dank seiner Lage an der Temesch und der Nähe zu Timișoara befindet sich hier eines der beliebtesten Strandbäder des Kreises Timiș. Der Ort ist mit Ferienhäusern ausgestattet, eignet sich aber auch hervorragend zum Zelten.

## Demografie
| 1930 | 359 | 359 | - | - | - |
| 1941 | 410 | 397 | 9 | 3 | 1 |
| 1977 | 401 | 395 | 6 | - | - |
| 2002 | 279 | 277 | 2 | - | - |